# Oiketicoides maledicta
Oiketicoides maledicta is een vlinder uit de familie zakjesdragers (Psychidae). De wetenschappelijke naam van deze soort is voor het eerst geldig gepubliceerd in 1910 door Scheben.